# Wipers
Wipers var ett amerikanskt punkband bildat i Portland, Oregon 1977 av gitarrist och sångare Greg Sage, trumslagare Sam Henry och basist Dave Koupal. Bandet har varit en stor influens för många andra musiker genom åren. Bandet fick lite mer uppmärksamhet på 1990-talet när bandet Nirvana gjorde covers på låtarna Return of The Rat och D-7. Nirvanas frontman Kurt Cobain uppgav sig vara influerad av Wipers.

## Diskografi

### Studioalbum
- Is This Real? (1980, Park Avenue)
- Youth of America (1981, Park Avenue)
- Over the Edge (1983, Brain Eater/Trap)
- Land of the Lost (1986, Restless)
- Follow Blind (1987, Restless)
- The Circle (1988, Restless)
- Silver Sail (1993, Tim/Kerr)
- The Herd (1996, Tim/Kerr)
- Power in One (1999, Zeno)

### Livealbum
- Wipers Tour 84 (1984, Trap)
- Wipers (1985, Enigma)

### EP
- Alien Boy (1980, Park Avenue)
- New Wave (2024)

### Singlar
- Better off Dead (1978, Trap)
- Romeo (1981, Trap)
- Silver Sail (1993, Tim/Kerr)
- The Herd (1996, Tim/Kerr)
- Insane (1996, Tim/Kerr)

### Samlingsalbum
- The Best of Wipers and Greg Sage (1990, Restless)
- Complete Rarities '78-'90 (1993, True Believer)
- Wipers Box Set (2001, Zeno)
- Out Takes (2010, Jackpot)